# Brachiaria urochlooides
Brachiaria urochlooides là một loài thực vật có hoa trong họ Hòa thảo. Loài này được S.L. Chen & Y.X. Jin mô tả khoa học đầu tiên năm 1984.